# Oakland Raiders 2017
La stagione 2017 degli Oakland Raiders è stata la 48ª della franchigia nella National Football League, la 58ª complessiva e la terza e ultima sotto la direzione del capo-allenatore Jack Del Rio. La squadra ha dato il via alle pratiche per il trasferimento a Las Vegas, approvato con una votazione quasi unanime dei proprietari della NFL il 27 marzo 2017. Fino alla costruzione del nuovo stadio, il club continuerà a disputare le proprie partite all'Oakland-Alameda County Coliseum.
Dopo il record di 12-4 della stagione precedente e il ritorno ai playoff per la prima volta dal 2002, la squadra era attesa per essere una delle candidate alla qualificazione al Super Bowl. Il record di 6–10 invece è valso solamente il terzo posto nella AFC West, non riuscendo a fare ritorno alla post-season.

## Scelte nel Draft 2017

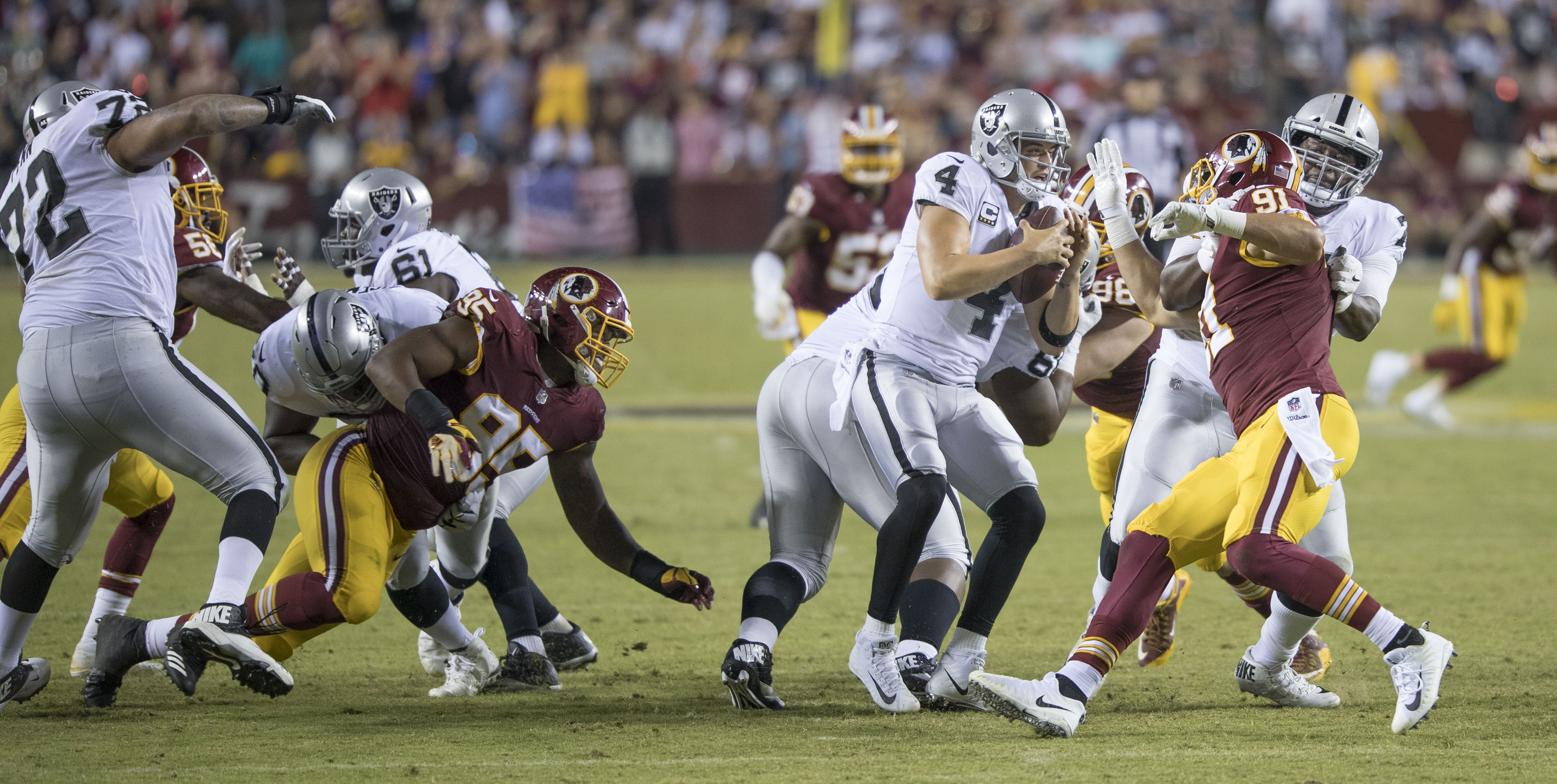
La gara della settimana 3 contro i Washington Redskins

| Scelte dei Raiders nel Draft 2017 |        |                  |       |                  |
| Giro                              | Scelta | Giocatore        | Ruolo | College          |
| 1º                                | 24ª    | Gareon Conley    | CB    | Ohio State       |
| 2º                                | 56ª    | Obi Melifonwu    | S     | Connecticut      |
| 3º                                | 88ª    | Eddie Vanderdoes | DT    | UCLA             |
| 4º                                | 129ª   | David Sharpe     | OT    | Florida          |
| 5º                                | 168ª   | Marquel Lee      | LB    | Wake Forest      |
| 7º                                | 221ª   | Shalom Luani     | S     | Washington State |
| 7º                                | 231ª   | Jylan Ware       | OT    | Alabama State    |
| 7º                                | 242ª   | Elijah Hood      | RB    | North Carolina   |
| 7º                                | 244ª   | Treyvon Hester   | DT    | Toledo           |

## Staff
| Staff degli Oakland Raiders nel 2017 |
| --- |
| Organi dirigenziali - Proprietario: Mark Davis - Presidente: Marc Badain - Vicepres. esecutivo/Cons. generale: Dan Ventrelle - General Manager: Reggie McKenzie - Dir. amministrazione del football: Tom Delaney - Dir. personale dei giocatori: Joey Clinkscales - Dir. personale professionistico: Dane Van Der Nat - Dir. osservatori dei college: Shaun Herock Capo allenatore - Jack Del Rio - Assistente Head Coach/Difesa: John Pagano Altri allenatori - Prep. atletico: Joe Gomes - Ass. p.a.: Darryl Eto - Ass. p.a.: Wesley Miller Allenatori dell'attacco - Coord. offensivo: Todd Downing - Quarterback: Jake Peetz - Running Back: Bernie Parmalee - Wide Receiver: Rob Moore - Ass. Wide Receiver: Nick Holz - Tight End: Bobby Johnson - Linea offensiva: Mike Tice - Ass. linea offensiva: Tim Holt - Controllo qualità attacco: Nate Tice Allenatori della difesa - Coord. difensivo: Ken Norton Jr. - Linea difensiva: Jethro Franklin - Linebacker: Sal Sunseri - Outside Linebacker: Travis Smith - Safety: Brent Vieselmeyer - Cornerback: Rod Woodson - Assistente difesa: Sam Anno Allenatori dello special team - Coord. special team: Brad Seely - Ass. special team: Tracy Smith |

## Roster
| Roster degli Oakland Raiders nel 2017 |
| --- |
| Quarterback - 4 Derek Carr - 8 Connor Cook - 3 EJ Manuel Running Back - 24 Marshawn Lynch - 49 Jamize Olawale FB - 30 Jalen Richard PR - 33 DeAndré Washington Wide Receiver - 89 Amari Cooper - 15 Michael Crabtree - 16 Johnny Holton - 84 Cordarrelle Patterson KR - 10 Seth Roberts - 19 Isaac Whitney Tight End - 87 Jared Cook - 86 Lee Smith - 88 Clive Walford Offensive Linemen - 74 Vadal Alexander T - 76 Jon Feliciano C - 61 Rodney Hudson C - 66 Gabe Jackson G - 73 Marshall Newhouse T - 70 Kelechi Osemele G - 72 Donald Penn T - 71 David Sharpe T - 69 Jylan Ware T Defensive Linemen - 96 Denico Autry DE - 97 Mario Edwards Jr. DE - 78 Justin Ellis NT - 90 Treyvon Hester NT - 52 Khalil Mack DE - 94 Eddie Vanderdoes DT - 95 Jihad Ward DT Linebacker - 53 NaVorro Bowman MLB - 91 Shilique Calhoun OLB - 47 James Cowser OLB - 51 Bruce Irvin OLB - 57 Cory James OLB - 55 Marquel Lee MLB - 50 Nicholas Morrow OLB - 56 Xavier Woodson-Luster MLB Defensive Back - 29 David Amerson CB - 38 T.J. Carrie CB - 41 Erik Harris SS - 42 Karl Joseph SS - 26 Shalom Luani SS - 23 Dexter McDonald CB - 39 Keith McGill FS - 20 Obi Melifonwu SS - 27 Reggie Nelson FS - 21 Sean Smith CB Special Team - 59 Jon Condo LS - 7 Marquette King P - 2 Giorgio Tavecchio K Lista delle riserve - 11 Sebastian Janikowski K - 22 Gareon Conley CB - 32 Antonio Hamilton CB - 79 Denver Kirkland G - -- Aldon Smith OLB (Sospeso) Squadra di allenamento - 31 Breon Borders CB - 99 Fadol Brown DE - 81 Pharaoh Brown TE - 14 Keon Hatcher WR - 34 Elijah Hood RB - 75 Darius Latham NT - 37 Tevin Mitchel CB - 43 Brady Sheldon LB - 65 Jordan Simmons G - 62 James Stone C 53 attivi, 5 inattivi, 10 nella squadra di allenamento |
| Legenda - I rookie sono in corsivo. - Il primo ruolo è il principale mentre gli eventuali successivi indicano i ruoli secondari. - (IR) sta per Injured Reserve ed indica la lista ristretta per un solo giocatore infortunato che può tornare ad allenarsi dopo la settimana 6 e a rientrare in prima squadra dopo che questa ha giocato 8 partite. - (NF-Inj.) / (NF-Ill.) stanno rispettivamente per Non-Football Injured e Non-Football Illness ed indicano le liste dove viene inserito un giocatore che ha un infortunio o una malattia non dipendente dal football americano. - (PUP) sta per Physically Unable to Perform ed indica la lista dove viene inserito un giocatore mentre è in attesa di recuperare la condizione fisica. Nella stagione regolare dopo la sesta partita giocata dalla propria squadra, il giocatore ha tempo tre settimane per riprendere ad allenarsi, più tre settimane aggiuntive dal suo rientro agli allenamenti per rientrare in prima squadra. |

## Calendario

### Stagione regolare
Il calendario della stagione è stato annunciato il 20 aprile 2017.
| Turno | Data               | Avversario              | Risultato          | Record             | Stadio                              | NFL.com recap      |
| ----- | ------------------ | ----------------------- | ------------------ | ------------------ | ----------------------------------- | ------------------ |
| 1     | 10.9.2017          | at Tennessee Titans     | V 26–16            | 1–0                | Nissan Stadium                      | Recap              |
| 2     | 17.9.2017          | New York Jets           | V 45–20            | 2–0                | Oakland–Alameda County Coliseum     | Recap              |
| 3     | 14.9.2017          | at Washington Redskins  | S 10–27            | 2–1                | FedExField                          | Recap              |
| 4     | 1.10.2017          | at Denver Broncos       | S 10–16            | 2–2                | Sports Authority Field at Mile High | Recap              |
| 5     | 8.10.2017          | Baltimore Ravens        | S 17–30            | 2–3                | Oakland–Alameda County Coliseum     | Recap              |
| 6     | 15.10.2017         | Los Angeles Chargers    | S 16–17            | 2–4                | Oakland–Alameda County Coliseum     | Recap              |
| 7     | 19.10.2017         | Kansas City Chiefs      | V 31–30            | 3–4                | Oakland–Alameda County Coliseum     | Recap              |
| 8     | 29.10.2017         | at Buffalo Bills        | S 14–34            | 3–5                | New Era Field                       | Recap              |
| 9     | 5.11.2017          | at Miami Dolphins       | V 27–24            | 4–5                | Hard Rock Stadium                   | Recap              |
| 10    | Settimana di pausa | Settimana di pausa      | Settimana di pausa | Settimana di pausa | Settimana di pausa                  | Settimana di pausa |
| 11    | 19.11.2017         | New England Patriots    | S 8–33             | 4–6                | Stadio Azteca (Città del Messico)   | Recap              |
| 12    | 26.11.2017         | Denver Broncos          | V 21–14            | 5–6                | Oakland–Alameda County Coliseum     | Recap              |
| 13    | 3.12.2017          | New York Giants         | V 24–17            | 6–6                | Oakland–Alameda County Coliseum     | Recap              |
| 14    | 10.12.2017         | at Kansas City Chiefs   | S 15–26            | 6–7                | Arrowhead Stadium                   | Recap              |
| 15    | 17.12.2017         | Dallas Cowboys          | S 17–20            | 6–8                | Oakland–Alameda County Coliseum     | Recap              |
| 16    | 25.12.2017         | at Philadelphia Eagles  | S 10–19            | 6–9                | Lincoln Financial Field             | Recap              |
| 17    | 31.12.2017         | at Los Angeles Chargers | S 10–30            | 6–10               | StubHub Center                      | Recap              |

Note
- Gli avversari della propria division sono in grassetto.

## Classifiche

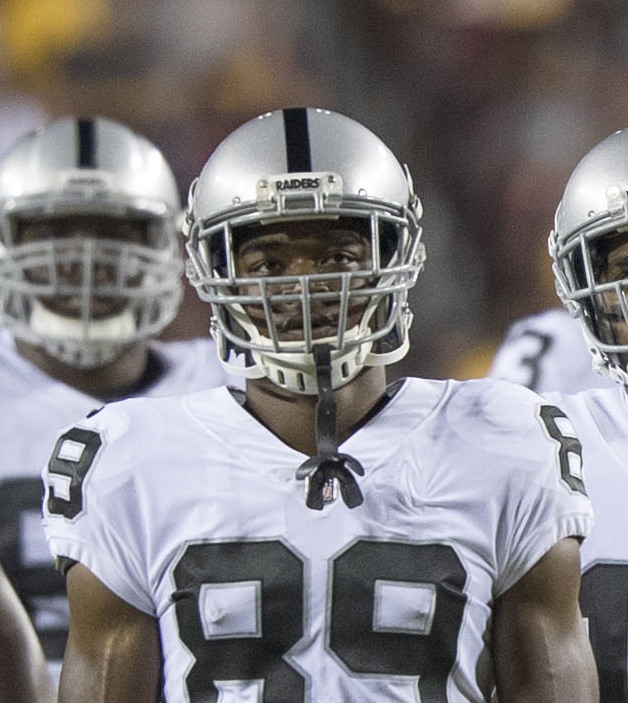
Amari Cooper, Michael Crabtree e Seth Roberts nella gara del terzo turno contro i Redskins

### AFC West
| Pos | Squadra                | V  | S  | P | %    | Div | Conf | PF  | PS  | Striscia |
| --- | ---------------------- | -- | -- | - | ---- | --- | ---- | --- | --- | -------- |
| 1.  | (4) Kansas City Chiefs | 10 | 6  | 0 | .625 | 5-1 | 8-4  | 415 | 339 | 4 V      |
| 2.  | Los Angeles Chargers   | 9  | 7  | 0 | .563 | 3-3 | 6-6  | 355 | 272 | 2 V      |
| 3.  | Oakland Raiders        | 6  | 10 | 0 | .375 | 2-4 | 5-7  | 301 | 373 | 4 P      |
| 4.  | Denver Broncos         | 5  | 11 | 0 | .313 | 2-4 | 4-8  | 289 | 382 | 2 P      |

### American Football Conference
| Pos                 | Squadra              | Division           | V                  | S                  | P                  | %                  | Div                | Conf               | SOS                | SOV                | Striscia           |
| Leader di division  | Leader di division   | Leader di division | Leader di division | Leader di division | Leader di division | Leader di division | Leader di division | Leader di division | Leader di division | Leader di division | Leader di division |
| ------------------- | -------------------- | ------------------ | ------------------ | ------------------ | ------------------ | ------------------ | ------------------ | ------------------ | ------------------ | ------------------ | ------------------ |
| 1.                  | New England Patriots | East               | 13                 | 3                  | 0                  | .813               | 5-1                | 10-2               | .484               | .466               | 3 V                |
| 2.                  | Pittsburgh Steelers  | North              | 13                 | 3                  | 0                  | .813               | 6-0                | 10-2               | .453               | .423               | 2 V                |
| 3.                  | Jacksonville Jaguars | South              | 10                 | 6                  | 0                  | .625               | 4-2                | 9-3                | .434               | .394               | 2 P                |
| 4.                  | Kansas City Chiefs   | West               | 10                 | 6                  | 0                  | .625               | 5-1                | 8-4                | .477               | .481               | 4 V                |
| Wild card           |                      |                    |                    |                    |                    |                    |                    |                    |                    |                    |                    |
| 5.                  | Tennessee Titans     | South              | 9                  | 7                  | 0                  | .563               | 5-1                | 8-4                | .434               | .396               | 1 V                |
| 6.                  | Buffalo Bills        | East               | 9                  | 7                  | 0                  | .563               | 3-3                | 7-5                | .492               | .396               | 1 V                |
| Escluse dai playoff |                      |                    |                    |                    |                    |                    |                    |                    |                    |                    |                    |
| 7.                  | Baltimore Ravens     | North              | 9                  | 7                  | 0                  | .563               | 3-3                | 7-5                | .441               | .299               | 1 S                |
| 8.                  | Los Angeles Chargers | West               | 9                  | 7                  | 0                  | .563               | 3-3                | 6-6                | .457               | .347               | 2 V                |
| 9.                  | Cincinnati Bengals   | North              | 7                  | 9                  | 0                  | .438               | 3-3                | 6-6                | .465               | .321               | 2 V                |
| 10.                 | Oakland Raiders      | West               | 6                  | 10                 | 0                  | .375               | 2-4                | 5-7                | .512               | .396               | 4 S                |
| 11.                 | Miami Dolphins       | East               | 6                  | 10                 | 0                  | .375               | 2-4                | 5-7                | .543               | .531               | 3 S                |
| 12.                 | Denver Broncos       | West               | 5                  | 11                 | 0                  | .313               | 2-4                | 4-8                | .492               | .413               | 2 S                |
| 13.                 | New York Jets        | East               | 5                  | 11                 | 0                  | .313               | 2-4                | 5-7                | .520               | .438               | 4 S                |
| 14.                 | Indianapolis Colts   | South              | 4                  | 12                 | 0                  | .250               | 2-4                | 3-9                | .480               | .219               | 1 V                |
| 15.                 | Houston Texans       | South              | 4                  | 12                 | 0                  | .250               | 1-5                | 3-9                | .516               | .375               | 6 S                |
| 16.                 | Cleveland Browns     | North              | 0                  | 16                 | 0                  | .000               | 0-6                | 0-12               | .520               | .000               | 16 S               |

Note
- Sotto la colonna SOV è indicata la percentuale della Strenght of Victory, statistica che riporta la percentuale di vittoria delle squadre battute da una particolare squadra (il valore assume rilievo come discriminante ai fini della classifica in caso di un record stagionale identico fra due squadre).
- Sotto la colonna SOS è indicata la percentuale della Strenght of Schedule, valore determinato da una formula che calcola la percentuale di vittoria di tutte le squadre che una singola squadra deve affrontare durante la stagione (il valore, insieme alla SOV, assume rilievo come discriminante ai fini della classifica in caso di un record stagionale identico fra due squadre).

- Sotto la colonna Div è indicato il bilancio vittorie-sconfitte (record) contro le squadre appartenenti alla stessa division di appartenenza (AFC West).
- Sotto la colonna Conf viene indicato il record contro le squadre appartenenti alla stessa conference di appartenenza (AFC).

## Premi individuali

### Pro Bowler
Cinque giocatori dei Raiders sono stati convocati per il Pro Bowl 2018:
- Rodney Hudson, centro, 2ª convocazione
- Khalil Mack, defensive end, 3ª convocazione
- Kelechi Osemele, guardia, 2ª convocazione
- Donald Penn, tackle, 3ª convocazione
- Derek Carr, quarterback, 2ª convocazione

### Premi settimanali e mensili
- Giorgio Tavecchio:

giocatore degli special della AFC della settimana 1
- Amari Cooper:

giocatore offensivo della AFC della settimana 7
- Derek Carr:

quarterback della settimana 7

## Leader della squadra
| Categoria              | Giocatore                    | N.         |
| ---------------------- | ---------------------------- | ---------- |
| Yard passate           | Derek Carr                   | 3.496 yard |
| Touchdown passati      | Derek Carr                   | 22         |
| Yard corse             | Marshawn Lynch               | 891 yard   |
| Touchdown su corsa     | Marshawn Lynch               | 7          |
| Ricezioni              | Michael Crabtree             | 58         |
| Yard ricevute          | Jared Cook                   | 688 yard   |
| Touchdown su ricezione | Michael Crabtree             | 8          |
| Tackle totali          | NaVorro Bowman Reggie Nelson | 89         |
| Sack                   | Khalil Mack                  | 10,5       |
| Intercetti             | Sean Smith                   | 2          |
| Fumble forzati         | Bruce Irvin                  | 4          |
| Punti segnati          | Giorgio Tavecchio            | 81 punti   |

Fonte: Pro Football Reference